# Psychotria poeppigiana
Psychotria poeppigiana är en måreväxtart som beskrevs av Johannes Müller Argoviensis. Psychotria poeppigiana ingår i släktet Psychotria och familjen måreväxter. Inga underarter finns listade i Catalogue of Life.